# Love (песня Инны)
«Love» (с англ. — «Любовь») — песня румынской певицы Инны с её дебютного студийного альбома Hot (2009). Она была выпущена как второй сингл 16 февраля 2009 года. 

## Выпуск и продвижение
«Love» была эксклюзивно представлена на румынском сайте Urban.ro и выпущена на румынской радиостанции Radio 21 16 февраля 2009 года, где она впервые прозвучала во время радиопрограммы «Muzica Ta» («Твоя музыка»), которую вел Мариан Сочи. Ранее радиорелиз сингла откладывался по неизвестным причинам.  На сайте Radio 21 также был опубликован отрывок песни до её премьеры, в то время как редактор подумал, что это был «подарок» Инны её поклонникам на День святого Валентина.
Написанная и спродюсированная участниками румынского трио Play & Win Себастьяном Бараком, Раду Болфеа и Марселем Ботезаном, «Love» была выпущена как второй сингл с Hot (2009), дебютного студийного альбома Инны, после её дебютной песни с тем же названием (2008). По словам Нити Саркар из The Hindu, «Love» — это ритмичная песня, которая принадлежит к жанрам EDM и хаус. Ее тексты повествуют о том, «насколько сложными могут стать ситуации любви». Пол Лестер из The Guardian заметил «высоко-гелиевый девчачий вокал» в композиции «Love» и треке альбома Hot «On and On». Он также сравнил обе песни с работой английской рок-группы New Order, приведя в пример их трек «True Faith» (1987).

## Клип
Сопутствующий музыкальный клип для «Love» был загружен на официальный канал лейбла Roton на YouTube 7 мая 2009 года. Он был снят Богданом Барбулеску 21 апреля 2009 года в заброшенном зале в Бухаресте , Румыния, в течение 14 часов. Съёмки начались около 8:00 утра. По словам Unica, концепция Барбулеску для видео была борьбой между добром и злом, которую он продемонстрировал с помощью «впечатляющих» контрастов. Кадры создания клипа были опубликованы в тот же день на Urban.ro.
Визуальное представление начинается со слияния черно-белых струй воды, за которыми следует балерина, совершающая пируэты в воздухе «в мрачном декоре, полном старых машин». Затем показано, как боксер бьёт боксёрскую грушу, в то время как полуобнажённый мужчина выливает на него бутылку с водой, а женщина в белой толстовке с капюшоном держит в руках биту. Позже в видео вышеупомянутые, по-видимому, сражаются с людьми, полностью замаскированными в черном. Ближе к концу Инна ходит между двумя сторонами, прежде чем они исчезают. Вставленные кадры показывают певицу в белом трико с черным корсетом и длинной белой вуалью, прикрепленной к нему, а также полуобнаженного мужчину, подпрыгивающего в воздухе. Некоторые сцены видео воспроизводятся в замедленном темпе или в обратном порядке. 
Редактор Unica похвалил концепцию клипа и пояснил: «Связь между двумя мирами [добра и зла] создает Инна, которая носит специальный наряд, призванный подчеркнуть как положительные, так и отрицательные стороны персонажей. Новое видео приносит нам счастливый конец, в котором любовь побеждает, как мы можем видеть из названия сингла». Они также посчитали, что клип ждали в «более чем 10 странах» из-за успеха предыдущего сингла Инны.

## Строчки в хит-парадах
Редактор румынского журнала Unica предсказал, что запись будет коммерчески успешной. Она достигла четвертого места в румынском чарте Nielsen Music Control, став вторым подряд хитом Инны, попавшим в пятерку лучших в стране после того, как её дебютный сингл «Hot» возглавил чарт в декабре 2008 года. «Love» также достигла пятого места в Словакии, а также вошла в десятку лучших в Венгрии и Чехии. В Испании запись дебютировала в
испанском чарте синглов на 37 месте, что стало самым высоким дебютом той недели, а пик был на 31 месте. «Love» была номинирована в категориях Top 1 Romania 2009 и Girls — The Best Hit 2009 на Romanian Top Hits Awards 2009, а также в категории «Лучшая песня на Балканах из Румынии 2009» на Balkan Music Awards 2010.

## Список композиций
- Official versions[A]

1. «Love (Play & Win Radio Edit Version)» – 3:39
2. «Love (Play & Win Extended Version)» – 5:02
3. «Love (Original Version)» – 4:14
4. «Love (UK Radio Edit Version)» – 2:23
5. «Love (Dandeej Remix)» – 5:15
6. «Love (DJ Andi Remix)» – 5:44
7. «Love (eSQUIRE Radio Edit)» – 3:54
8. «Love (eSQUIRE Club Remix)» – 5:57
9. «Love (7th Heaven Radio Edit)» – 3:51
10. «Love (7th Heaven Club Remix)» – 6:35
11. «Love (Klubfiller Club Remix)» – 6:35
12. «Love (Klubfiller Dub)» – 6:30

## Хит-парады

### Хит-парады недели
| Хит-парад (2009–2010)           | Высшая позиция |
| ------------------------------- | -------------- |
| Чехия (Rádio — Top 100)         | 8              |
| Болгария (Airplay Top5)         | 4              |
| CIS (Tophit)                    | 144            |
| Венгрия (Dance Top 40)          | 1              |
| Венгрия (Rádiós Top 40)         | 9              |
| Нидерланды (Dutch Top 40)       | 12             |
| Нидерланды (Single Top 100)     | 31             |
| Польша (Dance Top 50)           | 45             |
| Румыния (Nielsen Music Control) | 4              |
| Словакия (Rádio — Top 100)      | 5              |
| Испания (PROMUSICAE)            | 31             |

### Хит-парады конца года
| Хит-парад (2009)        | Позиция |
| ----------------------- | ------- |
| Венгрия (Dance Top 40)  | 1       |
| Венгрия (Rádiós Top 40) | 70      |

| Хит-парад (2010)          | Позиция |
| ------------------------- | ------- |
| Венгрия (Dance Top 40)    | 67      |
| Нидерланды (Dutch Top 40) | 72      |

## Даты выхода
| Страна         | Дата            | Формат            | Лейбл    |
| -------------- | --------------- | ----------------- | -------- |
| Румыния        | 16 февраля 2009 | Radio airplay     | N/A      |
| Великобритания | 1 декабря 2009  | Цифровая загрузка | Ultra    |
| Великобритания | N/A 2011        | Промо CD          | 3Beat    |
| США            | 1 декабря 2009  | Цифровая загрузка | Ultra    |
| Нидерланды     | 13 марта 2010   | Цифровая загрузка | Spinnin’ |
| Нидерланды     | 2 апреля 2010   | CD-сингл          | Spinnin’ |
| Италия         | 14 апреля 2010  | CD-сингл          | DIY      |
| Италия         | 22 апреля 2010  | Цифровая загрузка | DIY      |
| Япония         | 4 июля 2012     | Цифровая загрузка | Roton    |